# بازدارنده خوردگی
بازدارنده خوردگی یک مادهٔ شیمیایی یا ترکیبی از مواد است که وقتی در غلظت‌های بسیار پایین به محیط خورنده اضافه شود، بدون تغییر دادن محیط به‌طور مؤثر سرعت خوردگی فلز را کاهش داده یا از وقوع آن پیشگیری می‌کند. بازدارنده‌های خوردگی می‌توانند به صورت جامد، مایع یا گاز باشند و در محیط‌های جامد مثل بتن و پوشش‌های آلی، محیط‌های مایع مثل آب و حلال‌های آلی یا محیط‌های در حالت گاز مثل اتمسفر یا بخار آب مورد استفاده قرار گیرند. بازدارنده‌های خوردگی بر اساس حلالیت یا پراکندگی در سیالی که باید عمل بازدارندگی در آن انجام شود، انتخاب می‌شوند.
استفاده از بازدارنده‌های خوردگی به خوبی به عنوان یک روش مؤثر و انعطاف‌پذیر برای کاهش خوردگی در صنایع مختلف از جمله اکتشاف و تولید نفت و گاز، پالایشگاه نفت، تولید مواد شیمیایی، و تصفیهٔ آب شناخته شده و مورد استفاده قرار می‌گیرد. بازدارنده‌ها اغلب به دلیل مطمئن بودن از غلظت مناسب و کنترل کردن راحت‌تر غلظت آنها، به‌طور عمده در محیط‌های بسته مورد استفاده قرار می‌گیرند. چنین شرایطی را می‌توان در سامانه‌های گردشی، تولید نفت و پالایش نفت مشاهده کرد. یکی از شناخته‌شده‌ترین کاربرد برای بازدارنده‌ها، ضدیخ رادیاتور خودروها است. در استفاده از بازدارنده‌ها برای کاربردهای خاص باید محتاط بود چون بازدارنده‌ها می‌توانند حفاظت عالی برای یک فلز در یک شرایط خاص را فراهم کنند ولی در عین حال خوردگی دیگر فلزات را در همان سامانه تشدید کنند.

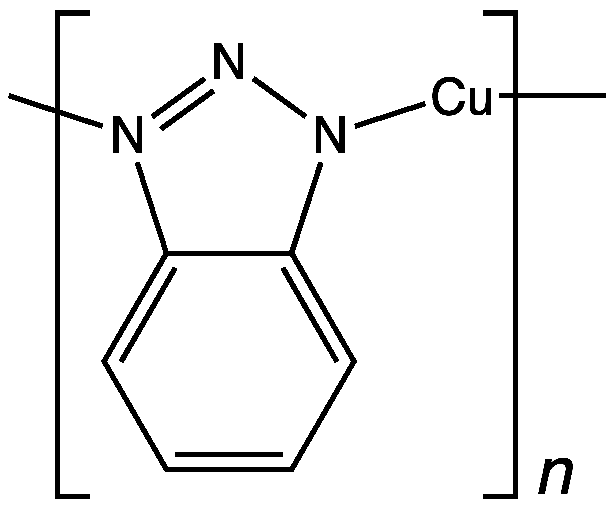
بنزوتریازول با تشکیل لایه‌ای بی‌اثر از این پلیمر بر روی سطح مس، از خوردگی آن جلوگیری می‌کند

## انواع
بازدارنده‌ها می‌توانند ترکیبات آلی یا معدنی باشند. بعضی از مؤثرترین بازدارنده‌های معدنی عبارتند از کرومات، نیترات، سیلیکات، کربنات و فسفات و از جمله معروفترین بازدارنده‌های آلی عبارتند از آمین‌ها، ترکیبات هتروسایکلیک نیتروژن دار، ترکیبات گوگرد مانند تیواتر، تیوالکل، تیوآمید، تیواوره و هیدرازین. استفاده از کرومات‌ها و نمک‌های روی امروزه به دلیل سمی بودن به‌طور چشمگیری کاهش یافته و عمدتاً توسط بازدارنده‌های آلی جایگزین شده‌اند. بازدارنده‌ها می‌توانند به صورت کاتدی، آندی و مختلط عمل کرده و با ایجاد لایهٔ چسبنده به سطح در اثر جذب سطحی خوردگی را کاهش دهند. این بازدارنده‌ها یک لایهٔ محافظ آب‌گریز روی سطح فلز تشکیل داده که به عنوان سدی در برابر انحلال فلز در الکترولیت عمل می‌کند. این بازدارنده‌ها باید قابلیت انحلال یا پراکنده شدن در محیط اطراف فلز را داشته باشند.

## بازده بازدارنده
بازده یک بازدارنده به صورت روبرو اندازه‌گیری و تعریف می‌شود:
{\displaystyle E_{f}={\frac {R_{i}-R_{o}}{R_{o}}}\times 100}
که در این رابطه {\displaystyle E_{f}} بازده بازدارنده (به درصد)، {\displaystyle R_{i}} نرخ خوردگی فلز در حضور بازدارنده و {\displaystyle R_{o}} نرخ خوردگی فلز بدون تأثیر بازدارنده است.
بازده یک بازدارنده به عوامل زیر بستگی دارد:
- ساختار شیمیایی مانند اندازهٔ مولکول
- طول زنجیر و پیوندهای دوگانه
- نوع و تعداد اتم‌های پیوندی یا گروه‌های موجود در مولکول
- طبیعت بارهای سطحی فلز و نوع جذب مانند استحکام پیوند به زیرآیند فلزی
- قابلیت تشکیل یک لایهٔ فشرده دارای پیوندهای شبکه‌ای شده

## ملاحظات برای استفاده از بازدارنده‌ها
برای استفاده از بازدارنده‌ها، باید عوامل محیطی مختلف در نظر گرفته شوند زیرا برخی از این عوامل مانند نوع فلز، پی‌اچ، ترکیب، ناخالصی، دما، هندسه سیستم، غلظت بازدارنده و مخلوط چند بازدارنده می‌توانند خاصیت ضدخوردگی را تغییر دهند. علاوه بر این در انتخاب بازدارنده‌ها باید معیارهایی چون ایمنی استفاده از بازدارنده، محدودیت‌های اقتصادی و نگرانی‌های زیست‌محیطی مدنظر قرار بگیرند.
در مجموع برای کاهش یا جلوگیری از خوردگی مواد فلزی با بازدارنده‌ها، بازدارنده باید معیارهای زیر را دارا باشد:
- باید در برابر غلظت کمی از آن، حفاظت از خوردگی خوبی نشان دهد.
- باید از تمامی فلزات موجود در سامانه که در معرض محیط خورنده قرار دارند حفاظت کند.
- در شرایطی عملیاتی شدید (دما یا سرعت بالا) باید به خوبی جواب‌گو باشد.
- در مواردی که غلظت بازدارنده زیاد یا کم شود نباید خوردگی افزایش یابد.
- بازدارنده نباید هیچگونه رسوبی روی سطح فلز ایجاد کند به خصوص در مکان‌هایی که انتقال حرارت اتفاق می‌افتد.
- خوردگی‌های موضعی و یکنواخت را کنترل کند.
- نباید باعث مسمومیت و آلودگی شود.

## مکانیزم عمل

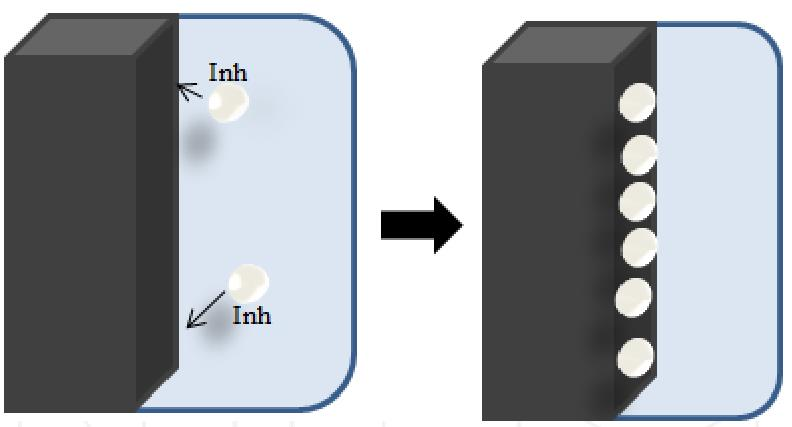
شمای تأثیر بازدارنده‌های آلی و سازوکار عملکرد آنها

به طور کلی مکانیزم عمل بازدارنده به یکی از حالت‌های زیر است:
- بازدارنده به صورت شیمیایی جذب سطح فلز شده و یک سطح نازک محافظ با خاصیت بازدارندگی روی سطح فلز می‌سازد.
- بازدارنده با ایجاد یک لایه اکسید فلز روی سطح فلز از آن محافظت می‌کند.
- بازدارنده با ماده خورنده موجود در محیط واکنش می‌دهد.

بسیاری از مهارکننده‌های خوردگی، پوشش‌های محافظتی روی سطح فلز تشکیل داده و از این طریق تماس احتمالی فلز با اجزای تهاجمی را کاهش می‌دهند. برای محافظت از خوردگی فلزات، بازدارنده باید به سطح فلز برسد و روی سطح فلز جذب شود یا با محصولات واکنش‌های الکتروشیمیایی واکنش دهد. سازوکار حفاظتی بازدارنده‌های آندی، کاتدی، و جاذب متفاوت هستند. سازوکار حفاظت بازدارنده‌های آندی (فسفات، کرومات، مولیبدات‌ها و نیترات‌ها) بر اساس واکنش با سطح فلز و تشکیل لایه‌های غیرفعال از اکسیدها و هیدروکسیدها یا نمک‌ها است. این نوع بازدارنده‌ها به‌طور مؤثری پتانسیل خوردگی فلزِ تحت حفاظت را، تحت تأثیر قرار می‌دهند. سازوکار حفاظت بازدارنده‌های کاتدی عموماً بر اساس واکنش با محصولات نیم واکنش کاتدی {\displaystyle {\ce {OH-}}} می‌باشد. برای مثال {\displaystyle {\ce {Zn^2+}}} با {\displaystyle {\ce {OH-}}} واکنش می‌دهد و لایه‌ای متشکل از {\displaystyle {\ce {Zn(OH)2}}} که دارای حلالیت بسیار کم می‌باشد روی نواحی کاتدی سطح فلز رسوب می‌کند و از این رو از سطح فلز در برابر عوامل خورنده محافظت می‌شود. بازدارنده‌های آلی معمولاً به دلیل حضور گروه‌های قطبی مانند {\displaystyle {\ce {CO}}} , {\displaystyle {\ce {CS}}} , {\displaystyle {\ce {CN}}}، و {\displaystyle {\ce {CP}}} در مولکول‌های این نوع بازدارنده‌ها و همچنین وجود الکترون‌های آزاد در اتم‌های {\displaystyle {\ce {S}}} , {\displaystyle {\ce {N}}}، {\displaystyle {\ce {O}}}، و {\displaystyle {\ce {P}}} روی سطح فلز جذب می‌شوند و تشکیل یک پوشش محافظ روی سطح فلز می‌دهند. سازوکار جذب این نوع بازدارنده‌ها می‌تواند به صورت فیزیکی یا شیمیایی باشد. جذب فیزیکی در نتیجه نیروی ضعیف کولنی بین اتم‌های بازدارنده و اتم‌های فلزی تشکیل می‌شود. اگر پیوند قوی بین اتم‌های بازدارنده و اتم‌های فلزی برقرار شود جذب شیمیایی اتفاق افتاده‌است. معمولاً به بازدارنده‌های آلی، بازدارنده‌های غیر پسیوکننده می‌گویند و تأثیر چندانی بر پتانسیل خوردگی فلز نمی‌گذارند.

## هم‌افزایی بازدارنده‌ها
بسیار نادر است که یک بازدارنده به تنهایی در سامانه تحت حفاظت استفاده شود. در اغلب موارد ترکیبی از بازدارنده‌ها (آندی و کاتدی) استفاده می‌شود تا خواص حفاظتی بهتری حاصل شود. برای مثال بازدارنده‌های آلی در محیط‌های خنثی عملکرد خوبی ندارند ولی بازدارنده‌های معدنی در محیط‌های خنثی و قلیایی عملکرد خوبی دارند. برای اینکه بتوان بازدارندهٔ آلی را در محیط‌های خنثی به کار برد باید آن را با بازدارندهٔ معدنی ترکیب کرد. در چنین شرایطی که اثر ترکیبی بازدارنده‌ها بیشتر از مجموع اثر هر یک به تنهایی است، بازدارنده‌ها اثر هم‌افزایی از خود نشان می‌دهند. البته در محیط‌های اسیدی نیز برای بهبود خواص بازدارندگی بازدارندهٔ آلی آن را بازدارنده‌های آلی دیگر یا بازدارنده‌های معدنی ترکیب می‌کنند.